# Летняя (река, впадает в Онежский залив)
Летняя — река в России, протекает по Кемскому району Карелии.
Вытекает из озера Летнего. Пересекает трассу Кола в 20 км северо-западнее поворота на Калевалу. Впадает в Белое море, губа Летнерецкая Онежского залива, в 20 км севернее Кеми. Длина реки составляет 77 км, площадь водосборного бассейна 1020 км².
В устье реки на её правом берегу находится нежилой посёлок Летняя Река; в 5 км от устья, в месте пересечения Летней железной дороги Санкт-Петербург — Мурманск, на правом берегу находится нежилой посёлок Летняя Речка.

## Притоки
(от устья к истоку)
- Мельничный (левый, в 4 км от устья Летней)
- Медвежий (правый)
- Ингулец (левый, в 10 км от устья Летней)
- Курьякса (правый, в 11 км от устья Летней)
  - Чёрный (левый, в 5,1 км от устья Курьяксы)
- Берёзовка (левый, в 16 км от устья Летней)
  - Безымянка (правый, в 2,5 км от устья Берёзовки)
- Корангоручей (правый, в 42 км от устья Летней)
- Куний Ручей (правый)
- Средний Ручей (правый, в 62 км от устья Летней) (исток — Нольозеро)
- Эленручей (правый, в 71 км от устья Летней)

## Данные водного реестра
По данным государственного водного реестра России относится к Баренцево-Беломорскому бассейновому округу, водохозяйственный участок реки — реки бассейна Белого моря от западной границы бассейна реки Нива до северной границы бассейна реки Кемь, без реки Ковда. Речной бассейн реки — бассейны рек Кольского полуострова и Карелии, впадает в Белое море.
Код объекта в государственном водном реестре — 02020000712102000002544.

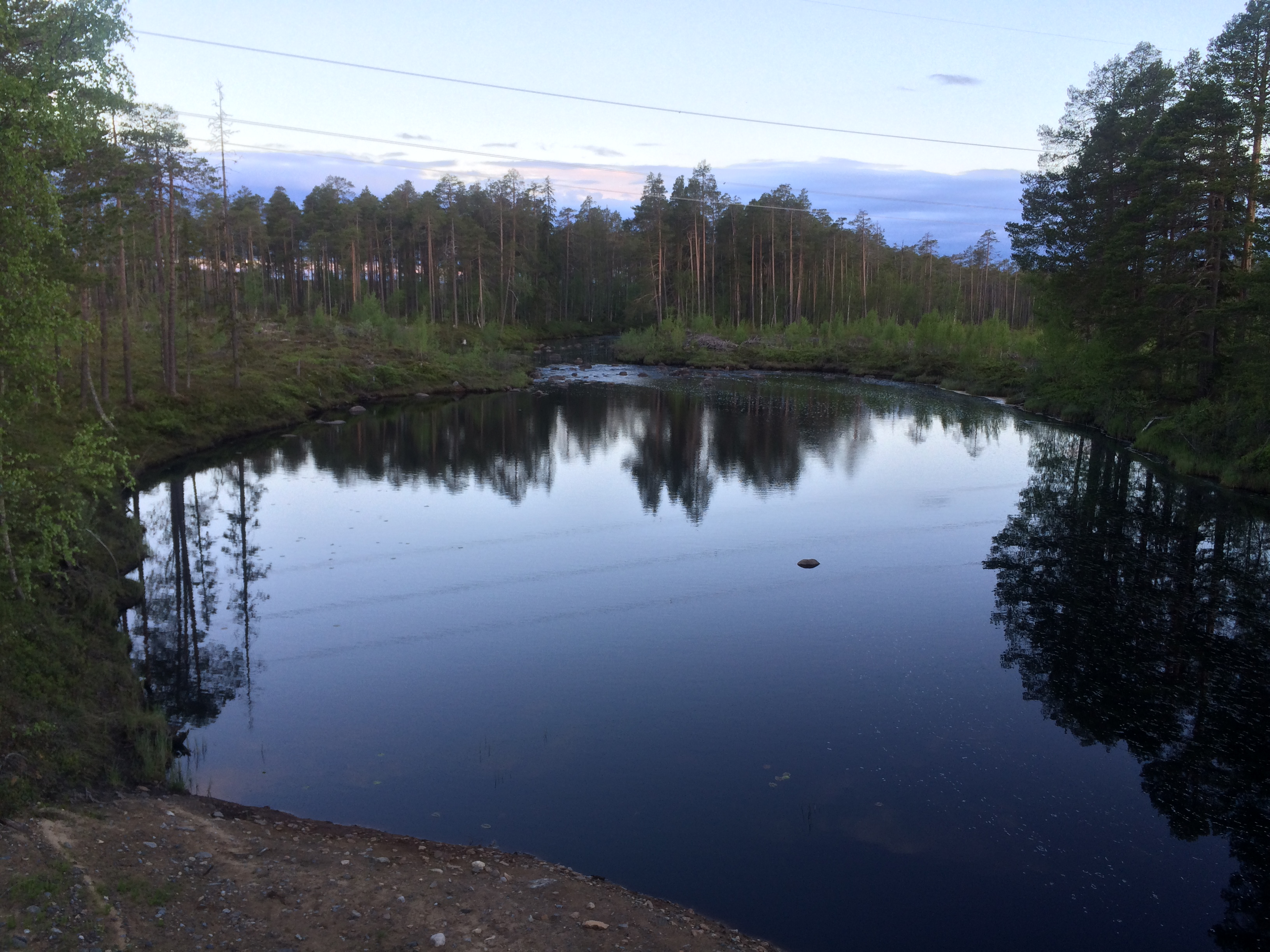
Вид против течения